# Bullfight Wrestling Society

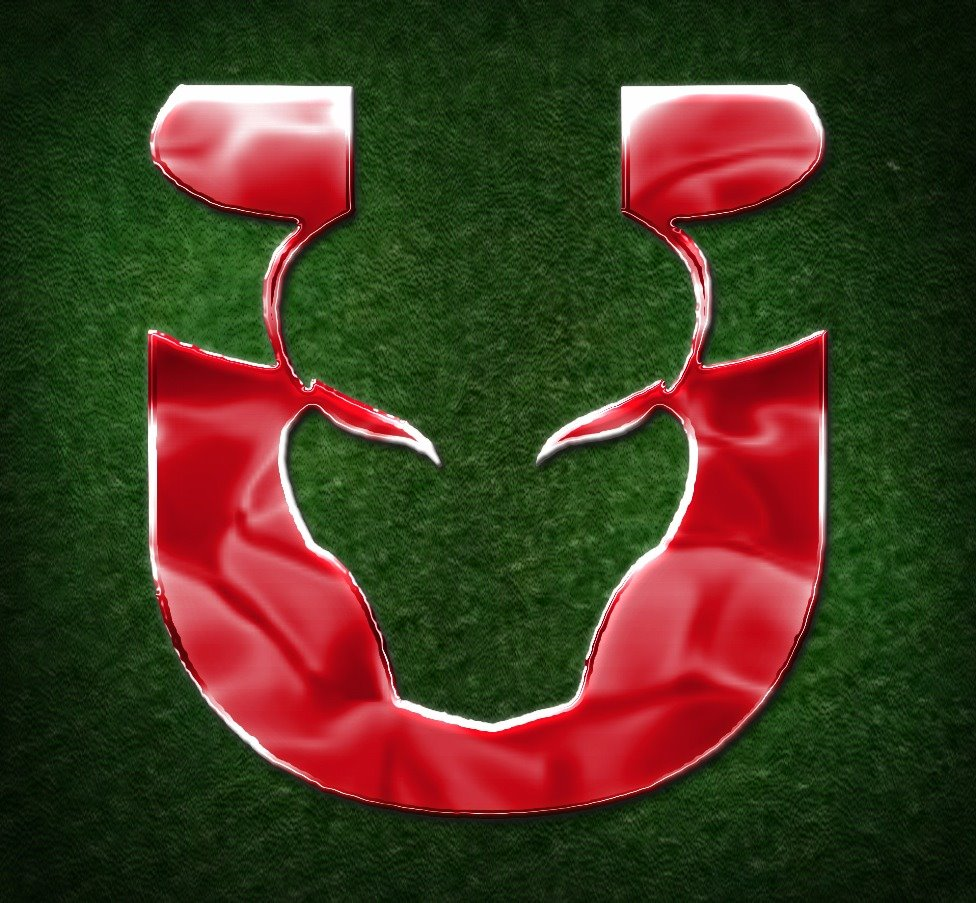
Logo Bullfight Wrestling Society

La Bullfight Wrestling Society è una promotion italiana di pro-wrestling nata nel 2016 con sede a Torino.
Al suo attivo vanta, per ora, tre show, quello del 24 settembre 2016 che ha visto la presenza di Tommaso Ciampa (prima del suo approdo definitivo a NXT in WWE), quello del 10 giugno 2017, conclusosi con la conferma degli HeadHunters come campioni di coppia della promotion e quello di Cormano, chiusosi con Nick Lenders nuovo campione massimo. La location scelta per il primo evento è stata il Cecchi Point di Torino, il secondo evento si è tenuto ad Almenno San Bartolomeo (BG), con la federazione ospite nella "casa" della Rising Sun Wrestling Promotion ed il terzo evento si è tenuto al Centro Sportivo Cormano, nell'omonima città dell'hinterland milanese.

## Bullfight #1 - It's a Long Way to the Top: I risultati
|    | Match | Minutaggio   |
| -- | --- | ------------ |
| 1) | Singles Match: Geminy defeat Alex Gory                                                                                                   | 6.55 minuti  |
| 2) | Singles Match: Red Scorpion defeat Mambo Italiano                                                                                        | 10.08 minuti |
| 3) | Triple Threat Tag-Team Titles Match: HeadHunters defeats Leon & Narciso and Buttafuori & Cage to win the Bullfight Tag-Team Championship | 19.25 minuti |
| 4) | Hardcore Match: Kyo Kazama (w/ Michela) defeat Manuel Bottazzini                                                                         | 14.02 minuti |
| 5) | Singles Match: Danny Price (w/ Lorenzo Tallarico) defeat Phoenix                                                                         | 8.40 minuti  |
| 6) | Singles Match: Tommaso Ciampa defeat Red Devil                                                                                           | 14.10 minuti |

## Bullfight II - Cut the Cord
In data 14 aprile 2017, dopo diversi mesi di silenzio, la Bullfight Wrestling Society annuncia "Bullfight II - Cut the Cord", il nuovo show in programma il 10 giugno 2017 ad Almenno San Bartolomeo (BG). L'evento sarà in collaborazione con la Rising Sun Wrestling Promotion che, alle 21, terrà nella medesima location di Via Piusano 2 il proprio evento "Showdown in the Sun".
I primi due wrestler annunciati da ambo le promotion sono i britannici Ashley Dunn e Chris Tyler. Il giorno successivo viene annunciato il campione Interregionale ICW Nick Lenders mentre il 19 aprile è il turno di David Silas. Un paio di giorni dopo una leggenda italiana, ovvero Nemesi, si aggiunge al roster per l'evento, seguito dall'ultimo in ordine cronologico per ora, ovvero Luke Zero proveniente dalla KOX Wrestling.
L'8 maggio 2017 viene annunciato il primo incontro che vedrà il "Mezzo Demone" Nemesi fronteggiare "Il Goleador" Nick Lenders, l'attuale campione Interregionale ICW. L'incontro, nonostante i due provengano dalla stessa promotion, sarà un inedito sui ring italiani.
In data 12 maggio 2017, la Bullfight Wrestling Society annuncia l'introduzione del Bullfight Gore Championship. Il nuovo titolo verrà assegnato proprio a Cut the Cord il 10 giugno prossimo. Due giorni dopo si è conclusa la diatriba tra la Bullfight ed i Bullfight Tag-Team Champions, gli HeadHunters, con quest'ultimi che hanno sciolto gli ultimi dubbi: saranno a Cut the Cord dove sfideranno Ashley Dunn e Chris Tyler, nonostante la tensione ed una situazione molto spinosa con la dirigenza della promotion.
Qualche giorno dopo, Nicolò Ferrari invia alla Bullfight Wrestling Society un video molto creepy e disturbante, pubblicato sul canale YouTube ufficiale della promotion. Nonostante ciò, Manuel Bottazzini (trainer dell'Illuminato in KOX) si offre di sfidare il suo allievo più importante, riaprendo una rivalità che non si è mai arrestata del tutto negli ultimi mesi.
Il quinto match annunciato, invece, vede protagonista una delle icone di Almenno San Bartolomeo, ovvero Kyo Kazama. Quest'ultimo sfiderà Aaron Cage, altro wrestler proveniente dalla KOX. Entrambi erano apparsi già al primo show, Bullfight #1 - I'ts a Long Way to the Top.
L'ultima modifica della card dell'evento, in ordine temporale, arriva il 31 maggio con l'annuncio dei partecipanti al Bullfight Gore Title Match, ovvero Luke Zero e David Silas. I due si contenderanno la prima storica cintura singola targata Bullfight Wrestling Society, che verrà assegnata in un 2 Out of 3 Falls Match.
A sorpresa, qualche giorno prima dell'evento, viene confermato un altro debutto: si tratta di Gianni Verga, performer di Torino alla prima esperienza in Bullfight.

## Bullfight II - Cut the Cord: I risultati
|    | Match | Minutaggio   |
| -- | --- | ------------ |
| 1) | Singles Match: Kyo Kazama defeat Aaron Cage via submission                                                                        | 8.52 minuti  |
| 2) | Bullfight Gore Title (2 Out of 3 Falls Match): David Silas defeat Luke Zero (2-1) to became the brand new Bullfight Gore Champion | 11.45 minuti |
| 3) | Nick Lenders defeat Nemesi | 15.44 minuti |
| 4) | Singles Match: Jimmy Barbaro** defeat Nicolò Ferrari via DQ                                                                       | 7.41 minuti  |
| 5) | Bullfight Tag-Team Championship: HeadHunters (c) defeats Ashley Dunn & Chris Tyler to retain the titles                           | 13.35 minuti |

** in sostituzione di Manuel Bottazzini, assente per motivi personali

## Diatriba Bullfight vs HeadHunters
In data 2 Maggio 2017, gli HeadHunters hanno mandato alla promotion un video di insulti davvero ignobile, attaccando in particolar modo il Direttore Simone Spada. Tra stereotipi territoriali e minacce di non difendere i Bullfight Tag-Team Titles allo show del 10 giugno prossimo, la "colpa" della federazione sarebbe stata quella di non offrire loro l'opportunità di difendere i titoli ad ormai diversi mesi di distanza dal primo evento.
In tutta risposta, una manciata di giorni dopo, il direttivo (tramite l'accusato Spada) ha affermato che la sua unica colpa è aver pensato che loro potessero rappresentare la promotion al meglio. Il Direttore della Bullfight Wrestling Society ha rincarato, infine, la dose, affermando che gli HeadHunters saranno costretti a difendere i titoli, pena la revoca delle cinture.
Il 14 maggio è arrivato l'affronto definitivo degli HeadHunters che, con un video ancor più deplorevole del precedente, hanno superato definitivamente il limite. Qualche giorno dopo la risposta della Bullfight e del suo Direttore è arrivata sul campo: Ashley Dunn e Chris Tyler, entrambi nel giro WWE in Gran Bretagna, battaglieranno contro gli attuali campioni: in palio, ovviamente, ci saranno i Bullfight Tag-Team Titles di quest'ultimi, che non avranno nessuna possibilità di rematch in caso perdano le cinture. Di tutta risposta, qualche ora prima dello show, i campioni chiedono una title-shot per un titolo singolo Bullfight in caso di loro vittoria. In questo caso la federazione non risponde, attendendo gli sviluppi della serata.
Il tutto arriva ad un culmine proprio a Cut the Cord: gli HeadHunters mantengono le cinture di coppia ma Simone Spada nega loro quanto chiesto in precedenza. A farne le spese è il vicedirettore, Giuseppe Mangeruca, colpito da un Betterkick in pieno viso. Dopo qualche mese, la decisione del direttivo di non togliere d'ufficio i titoli agli HeadHunters ha fatto abbastanza scalpore ma, nello spirito del fatto che è il ring a dover emettere sentenze, è stata sancita una nuova difesa titolata in quel di Die & Rise, show della Rising Sun Wrestling Promotion che si terrà il 25 Novembre prossimo al SUntuario. Gli avversari, rivelatisi Leon & Narciso, non sono però riusciti a sconfiggere il solo Entertrainer, costretto dalla dirigenza a difendere i titoli in un Handicap Match. È stato infatti decisivo il run-in di Kronos che, nonostante fosse infortunato, ha distratto fatalmente i due avversari, consentendo al partner di mantenere le cinture in maniera non lecita, visto l'utilizzo improprio delle corde durante lo schienamento conclusivo. Andrea Cesana, arbitro dell'incontro, nonostante sia stato confermato dalla Bullfight per l'evento di Marzo, dovrà dare delle spiegazioni al Direttivo, visto che dalle immagini è palese come lui abbia visto l'irregolarità del campione, lasciando correre. A due settimane da Hail to the King, la Bullfight discute con Cesana dell'accaduto, con quest'ultimo che nega qualsiasi tipo di coinvolgimento. Di tutta risposta, il direttivo assegna il nuovo match titolato degli HeadHunters proprio a Cesana, che potrà spegnere ogni possibile rumor di complotto con i campioni.

## Bullfight III - Hail to the King
Dopo una breve campagna mediatica sopra la propria pagina Facebook, la Bullfight Wrestling Society ha annunciato "Bullfight III - Hail to the King". L'evento si terrà in data 24 Marzo 2018 presso il Centro Sportivo di Cormano, precisamente in via Europa 11 nell'omonimo comune alle porte di Milano. L'unica certezza, ad oggi e come riportato già lo scorso Giugno in quel di Cut the Cord, è che verrà introdotto il titolo massimo della compagnia, che dovrebbe chiamarsi Bullfight Wrestling Championship.
Il primo annuncio ufficiale per l'evento è arrivato nella mattinata del 16 Gennaio: Mirko Mori, nuovo Bullfight Gore Champion, e gli HeadHunters, i Bullfight Tag-Team Champions, sono stati confermati per lo show e difenderanno, ovviamente, i rispettivi allori titolati in quel del Centro Sportivo di Cormano (Via Europa 11).
Il quarto wrestler annunciato, al debutto in Bullfight, è uno dei più rappresentativi a livello italiano con un passato anche Europeo, nonché mondiale vista l'esperienza in Giappone. Si tratta di Mr. Excellent, che debutterà nella promotion torinese il prossimo 24 Marzo.
La Bullfight, in data 23 Gennaio, ufficializza l'introduzione del proprio titolo massimo: il Bullfight Wrestling Championship. Quest'ultimo verrà assegnato a Hail to the King, nel main event di serata. È poi il turno di Gianni Verga, con la conferma ufficiale della sua presenza a Cormano il prossimo 24 Marzo mentre, a sorpresa, gli Urban Guerrilla vengono annunciati qualche giorno dopo. Gli xx campioni di coppia ICW saranno, dunque, a Hail to the King... una domanda sorge spontanea: daranno la caccia agli HeadHunters ed ai nostri titoli? O hanno altri obiettivi in mente?
Sempre nella serie di annunci dei wrestler viene però confermato quello che sarà il main event: Nick Lenders e Nemesi si contenderanno il Bullfight Wrestling Title, in un match a stipulazione speciale che verrà rivelato più avanti. Vengono annunciati, nel mentre, altri due nomi di spicco: Kyo Kazama, alla terza presenza su tre negli show Bullfight, e Manuel Bottazzini, campione lombardo-veneto della KOX.
In data 7 febbraio, la Bullfight risponde alla richiesta di Big Charles & Daniel Romano, concedendo loro la chance di calcare il ring di Cormano. Aaron Cage risponderà a breve... l'unica cosa certa è che ci sarà anche lui, cercando di interrompere la losing streak iniziata al primo evento e continuata in quel di Almenno.
Un altro grosso botto arriva in seguito: Akira, ICW ed ASCA Tag-Team Champion nonché Rising Champion, viene annunciato per l'evento di Cormano, tra lo stupore generale. Segue il Grudge, precedentemente conosciuto come Buttafuori. Lui è uno degli Original della Bullfight, un cavallo di ritorno dopo l'assenza a Cut the Cord dovuta ad un infortunio.
Il primo match annunciato è un colpo grosso. Un INEDITO. Mirko Mori difenderà il suo Gore Championship dall'assalto di Akira, che a sua volta metterà in palio il suo Rising Championship. L'incontro sarà dunque un Winner Takes All e le cinture potranno passare di mano solo per sottomissione o schienamento, come da regolamento per quanto concerne i match titolati.
Successivamente viene rimpinguato ancora il roster con il ritorno di Phoenix, wrestler che partecipò solo al primissimo evento Bullfight in quel di Torino.
In data 22 febbraio, Gianni Verga vs Kyo Kazama, un altro inedito, viene ufficializzato per Hail to the King. La "sfida" di Kazama è stata accolta dalla Verga d'Acciaio, con il direttivo che, in poche ore, ha approvato in una riunione (già prevista per altri motivi) il match.
Ancora pochi giorni dopo, al termine di alcune schermaglie, viene annunciato un altro inedito con la I maiuscola: HeadHunters vs Urban Guerrilla, ovviamente con i Bullfight Tag-Team Titles in palio. Segue poi un altro incontro, a stipulazione speciale, con Aaron Cage che svela ai fan che competerà con Grudge in quel di Cormano, affrontando dunque Big Charles & Daniel Romano in un Hardcore Match!
A meno di venti giorni dall'evento, viene annunciata anche la stipulazione del main event: Nemesi e Lenders si contenderanno il Bullfight Wrestling Title in un 30 Minute Ironman Match! Seguirà, nei giorni successivi, l'annuncio del sesto match in scaletta (altro inedito): Manuel Bottazzini, campione massimo uscente della KOX, sfiderà uno dei guru del wrestling nostrano, Mr. Excellent!
Una Open Challenge di Phoenix, a meno di 15 giorni dallo show, viene confermata dal direttivo che sancisce dunque il settimo match di serata. Chiunque potrà sfidare la Fenice dei ring italiani in quel di Hail to the King!

## Bullfight III - Hail to the King Match Card
|    | Match | Minutaggio |
| -- | --- | ---------- |
| 1) | Bullfight Tag-Team Championship: HeadHunters (c) b. Urban Guerrilla                                          | 11 minuti  |
| 2) | Bullfight Gore Championship Open Challenge: Mirko Mori (c) b. Los Panzeros                                   | 3 minuti   |
| 3) | Bullfight Wrestling Championship, 30 Minute Ironman Match: Nick Lenders b. Nemesi                            | 30 minuti  |
| 4) | Kyo Kazama b. Gianni Verga                                                                                   | 11 minuti  |
| 5) | Hardcore Match: The Revenge (Grudge & Aaron Cage) b. Spaghetti Strong Style Jr (Big Charles & Daniel Romano) | 13 minuti  |
| 6) | Manuel Bottazzini b. Mr. Excellent                                                                           | 12 minuti  |
| 7) | Open Challenge: Phoenix b. Dylan Rose                                                                        | 8 minuti   |

## Bullfight Titles History
Bullfight Wrestling Championship 
| Vincitore    | Data di vittoria            | Numero di regni | Giorni da campione |
| ------------ | --------------------------- | --------------- | ------------------ |
| Nick Lenders | 24/03/18 (Hail To The King) | 1               | 2                  |

 Match validi per il Bullfight Wrestling Championship 
|    | Match                                                                                 | Data                        | Minutaggio |
| -- | ------------------------------------------------------------------------------------- | --------------------------- | ---------- |
| 1) | Bullfight Wrestling Championship; 30 Minute Ironman Match: Nick Lenders defeat Nemesi | 24/03/18 (Hail to the King) |            |

 Bullfight Tag-Team Championship 
| Vincitori                           | Data di vittoria                      | Numero di regni | Giorni da campioni |
| ----------------------------------- | ------------------------------------- | --------------- | ------------------ |
| HeadHunters (Kronos & Entertrainer) | 24/09/16 (It's a Long Way to the Top) | 1               | 534 (agg. 11/3/18) |

 Match validi per i Bullfight Tag-Team Championship 
| Match                                                                                     | Data                                  | Minutaggio   |
| ----------------------------------------------------------------------------------------- | ------------------------------------- | ------------ |
| Triple Threat Elimination Match: HeadHunters defeats Leon & Narciso and Cage & Buttafuori | 24/09/16 (It's a Long Way to the Top) | 19.25 minuti |
| Tag-Team Match: HeadHunters (c) defeats Ashley Dunn & Chris Tyler                         | 10/10/17 (Cut the Cord)               | 13.35 minuti |
| Handicap Match: Entertrainer (c) defeat Leon & Narciso                                    | 25/11/2017 (RSWP Die & Rise)          | TBA          |
| Tag-Team Match: HeadHunters (c) defeats Urban Guerrilla                                   | 24/03/18 (Hail to the King)           | TBA          |

 Bullfight Gore Championship 
| Vincitore   | Data di vittoria           | Numero di regni | Giorni da campione  |
| ----------- | -------------------------- | --------------- | ------------------- |
| David Silas | 10/06/17 (Cut the Cord)    | 1               | 168                 |
| Mirko Mori  | 25/11/17 (RSWP Die & Rise) | 1               | 106 (agg. 11/03/18) |

 Match validi per il Bullfight Gore Championship 
| Match                                                                      | Data                        | Minutaggio   |
| -------------------------------------------------------------------------- | --------------------------- | ------------ |
| 2 Out of 3 Falls Match (No DQ): David Silas defeat Luke Zero (2-1)         | 10/06/17 (Cut the Cord)     | 11.45 minuti |
| No Count-Out Match: David Silas (c) defeat Onorevole Malacarne             | 16/06/17 (KOX SpaceSlam)    | TBA          |
| Title vs Title-Shot Match: David Silas (c) defeat Saetta                   | 17/06/17 (WIVA Show)        | TBA          |
| Hardcore & Career On the Line Match: Mirko Mori defeat David Silas (c)     | 25/11/17 (RSWP Die & Rise)  | 19.50 minuti |
| Bullfight Gore Championship Open Challenge: Mirko Mori (c) b. Los Panzeros | 24/03/18 (Hail to the King) |              |

## Bullfight Wrestling Roster
| Ring-Name         | Note                                     |
| ----------------- | ---------------------------------------- |
| Aaron Cage        | The Revenge                              |
| Akira             |                                          |
| Alex Gory         |                                          |
| Ashley Dunn       | Guest                                    |
| Big Charles       | Spaghetti Strong Style Jr                |
| Chris Tyler       | Guest                                    |
| Daniel Romano     | Spaghetti Strong Style Jr                |
| Danny Price       | Alumni                                   |
| David Silas       | Ritirato                                 |
| Dylan Rose        |                                          |
| Geminy            |                                          |
| Gianni Verga      |                                          |
| Grudge            | The Revenge                              |
| Jimmy Barbaro     |                                          |
| Kyo Kazama        |                                          |
| Kronos            | HeadHunters, Bullfight Tag-Team Champion |
| Leon              |                                          |
| Luke Zero         |                                          |
| Mambo Italiano    |                                          |
| Manuel Bottazzini | The Revenge                              |
| Mirko Mori        | Bullfight Gore Champion                  |
| Mr. Excellent     |                                          |
| Narciso           |                                          |
| Nemesi            |                                          |
| Nick Lenders      | Bullfight Wrestling Champion             |
| Nicolò Ferrari    |                                          |
| Phoenix           |                                          |
| Red Devil         |                                          |
| Red Scorpion      |                                          |
| RIOT              | Urban Guerrilla                          |
| The Entertrainer  | HeadHunters, Bullfight Tag-Team Champion |
| Tommaso Ciampa    | Alumni                                   |
| Tony Callaghan    | Urban Guerrilla                          |

## Bullfight Wrestling Other Personalities

### Arbitri
| Ring-Name       | Note           |
| --------------- | -------------- |
| Andrea Cesana   |                |
| Andrea Malalana |                |
| Matteo Di Fina  | Senior Referee |
| Lorenzo Cassano |                |